# Vladimir Gennadievich Sprindzuk

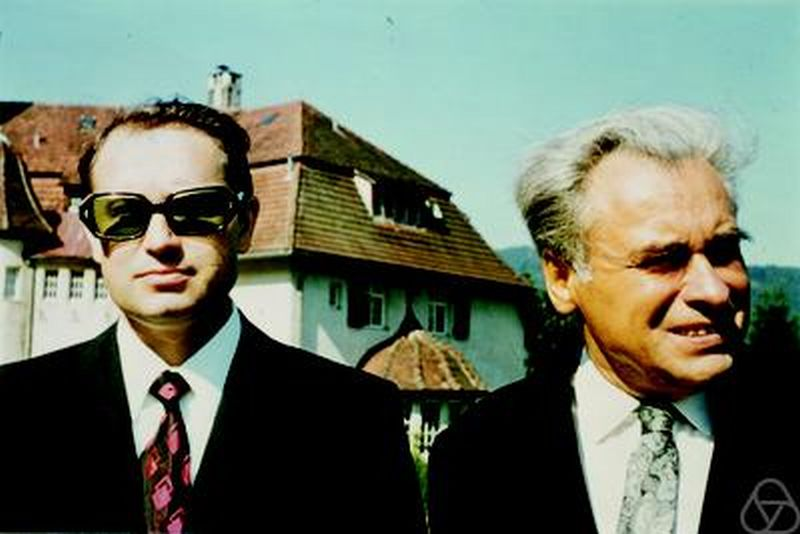
Sprindzuk (esquerda) com Andrei Shidlovsky, 1974

Vladimir Gennadievich Sprindzuk (em russo:  Владимир Геннадьевич Спринджук, em bielorrusso:  Уладзімір Генадзевіч Спрынджук; Minsk, 22 de julho de 1936 – 26 de julho de 1987) foi um matemático soviético-bielorrusso, especialista em teoria dos números.

## Educação e carreira
Sprindzuk estudou a partir de 1954 na Universidade Estatal da Bielorrússia e a partir de 1959 na Universidade de Vilnius, onde obteve em 1963 um doutorado com Jonas Kubilius como orientador e Yuri Linnik como coorientador, com a tese "Метрические теоремы о дыяфантавых приближение алгебраическими числами ограниченной степени" (Metric Theorems of Diophantine Approximations and Approximations by Algebraic Numbers of Bounded Degree). Em 1965 obteve seu doutorado russo em ciências (Doktor nauk) na Universidade Estatal de São Petersburgo com a tese "Проблема Малера в метрической теории чисел" (The Mahler Problem in the Metric Theory of Numbers). Em 1969 tornou-se professor do Instituto de Matemática da Academia Nacional de Ciências da Bielorrússia em Minsk e lecionou na Universidade Estatal da Bielorrússia em Minsk. Foi professor visitante na Universidade de Paris, na Academia de Ciências da Polônia e na Academia de Ciências da Eslováquia.
As áreas de pesquisa de Sprindzuk envolvem aproximação diofantina, equações diofantinas e números transcendentais. Enquanto em seu primeiro ano na graduação publicou seu primeiro artigo, no qual resolveu um problema de Aleksandr Khinchin, e escreveu a ele sobre a solução. Outra influência fundamental foi o teórico dos números de Leningrado Yuri Linnik, que foi seu orientador de doutorado russo em ciências. Em 1965 provou uma conjectura de Mahler, de que quase todos os números reais são números S do tipo 1 — Mahler provou previamente que quase todos os números reais são números S. Sprindzuk generalizou um teorema fundamental provado por Wolfgang Schmidt.
In the late sixties V. Sprindzuk began studying the theory of transcendental numbers and Diophantine equations. In 1969-71 he investigated the arithmetic properties of the Siegel hypergeometric E- functions with algebraic parameters and defined a wider class of E*-functions. His detailed studies of the Thue equation in algebraic number fields proved to be useful for the effective solution of a wide class of Diophantine equations and allowed him to study the possibility of effective approximations to algebraic numbers both in archimedean and non-archimedean domains. Sprindzuk's results are based on the connections between linear forms of logarithms in different norms. He observed that if a linear form is p-adically "not too small" then it cannot be too small in any other norm, be it archimedean or non-archimedean. A quantitative variant of this criterion led Sprindzuk to several effective results concerning the representation of numbers by binary forms, estimates for the magnitude of maximal prime factor of a binary form and the rational approximations to algebraic integers. He discovered in particular, a relation between the magnitude of the solutions of Diophantine equations and the number of classes of ideals, as well as some constructions of algebraic fields with the large class number.
Foi eleito em 1969 membro correspondente e em 1986 membro pleno da Academia Nacional de Ciências da Bielorrússia. A partir de 1970 esteve no corpo editorial do periódico Acta Arithmetica. Foi palestrante convidado do Congresso Internacional de Matemáticos em Nice (1970: New applications of analytic and p-adic methods in diophantine approximations).
The theory of transcendental numbers, initiated by Liouville in 1844, has been enriched greatly in recent years. Among the relevant profound contributions are those of A. Baker, W. M. Schmidt and V. G. Sprindzuk.

## Publicações selecionadas

### Artigos
- «Achievements and problems in the theory of Diophantine approximations». Russian Math. Surveys. 35 (4): 1–80. 1980

### Livros
- Mahler’s Problem in metric number theory. American Mathematical Society 1969 (translation from Russian original, Minsk 1967)
- Metric theory of Diophantine approximations. Winston and Sons, Washington D.C. 1979 (translation from Russian original, published Nauka, Moscow 1977)
- Classical Diophantine Equations. Springer, Lecture Notes in Mathematics vol. 1559, 1993 (translation from Russian original, Moscow 1982)[7]